# تازه‌کند (چله‌خانه)
تازه‌کند یکی از روستاهای استان آذربایجان شرقی است که در دهستان چله‌خانه بخش صوفیان شهرستان شبستر واقع شده‌است.